# Stacey Bendet
Stacey Bendet, née en 1978 est la directrice générale et directrice de la création d'Alice + Olivia (en), une marque de vêtements contemporains basée à New York.

## Jeunesse
Bendet est née en 1978 de Olivia (née Bendet) Wiener et de Joseph Daniel Wiener,,. Bendet est d'origine juive et célèbre sa bar mitzvah adolescente,. Le père de Bendet dirige une entreprise d'importation de textiles et elle s'intéresse à la mode et aux vêtements à son plus jeune âge,. Elle racontera plus tard que ses parents l'ont élevée, ainsi que ses sœurs, dans l'idée qu'elle pouvait et faire tout ce qu'elle voulait dans la vie et que les nombreuses femmes fortes de sa famille l'ont poussée à accomplir elle aussi ses rêves.
Bendet est diplômée de l'école secondaire Horace Greeley de Chappaqua, à New York, et étudie les relations internationales et le français à l'université de Pennsylvanie en 1999.

## Carrière
En 2002, Bendet et une camarade de classe de l’université de Pennsylvanie fondent Alice + Olivia,,. La marque porte le nom de sa mère, Olivia et de la mère de sa camarade Alice,. Le désir de Bendet de créer « un pantalon sexy » pour en faire « le point central d'une tenue » l'amène à modifier un jean ajusté aux hanches pour créer l'illusion de jambes allongées et d'une silhouette affinée. La créatrice Lisa Kline la remarque, portant ce jean et lui en commande vingt exemplaires ce qui permet à Bendet de lancer une collection basée sur ce concept au Russian Tea Room (en),. Peu de temps après, le grand magasin Barneys New York passe commande et Andrew Rosen, développeur de la marque Theory, lui propose de financer son entreprise. Le premier magasin ouvre à East Hampton. 
La marque est depuis devenue une collection comprenant du prêt-à-porter, des robes, des chaussures, des accessoires techniques et des sacs à main. Se considérant comme féministe et pour l'égalité salariale entre hommes et femmes, Stacey Bendet emploie 400 femmes dans son entreprise et fait régulièrement des collaborations avec des artistes féminines comme pour sa collection d'été en 2018. En 2017, la marque sort une ligne de tee-shirt aux message engagés nommée #aocommuniT dont 10 % des recettes sont reversées à l'association Global Fund for Women. 

## Vie privée
Elle épouse le producteur de cinéma Eric Eisner (en), fils de Michael Eisner, sur l'île caribéenne d'Anguilla en 2008. Le couple a trois enfants,,. Bendet partage son temps entre New York et Los Angeles. 
Bendet pratique l'Ashtanga Vinyasa yoga,. 
Elle est membre du conseil d'administration du Conseil des créateurs de mode américains, du conseil d'administration de la fondation GOOD + et elle soutient l'association Ronald McDonald House Charities (en). Elle siège également au conseil d'administration du Jay H. Baker Retailing Center de la Wharton School de l'université de Pennsylvanie, son alma mater. 
Bendet apparaît quatre années de suite sur la liste des personnes les mieux habillées de l'année par Vanity Fair,. 